# Yumi Uetsuji
Yumi Uetsuji (上辻 佑実, Uetsuji Yumi), née le 30 novembre 1987, est une joueuse internationale de football japonaise.

## Biographie
Le 5 avril 2012, elle fait ses débuts dans l'équipe nationale japonaise contre l'équipe du Brésil. Elle compte 4 sélections en équipe nationale du Japon de 2012 à 2015.

## Statistiques
Le tableau ci-dessous présente les statistiques de Yumi Uetsuji en équipe nationale
| Équipe du Japon | Équipe du Japon | Équipe du Japon |
| Année           | Matchs          | Buts            |
| --------------- | --------------- | --------------- |
| 2012            | 1               | 0               |
| 2013            | 0               | 0               |
| 2014            | 0               | 0               |
| 2015            | 3               | 0               |
| Total           | 4               | 0               |